# تاريخ المجر

شعار المجر

تتوافق المجر في حدودها الحديثة (ما بعد عام 1946) تقريبًا مع السهل المجري العظيم (حوض بانونيا). خلال العصر الحديدي، كانت تقع على مفترق طرق بين المجالات الثقافية للقبائل السلتية (مثل سكورديسي وبوي وفينيتي) والقبائل الدلماسية (مثل دالماتي وهيستري وليبورني) والقبائل الجرمانية (مثل لوجي وماركوماني).
يأتي اسم بانونيا من بانونيا، وهي مقاطعة تابعة للإمبراطورية الرومانية. فقط الجزء الغربي من الإقليم (ما يسمى ترانسدانوبيا) من المجر الحديثة شكل جزءًا من مقاطعة بانونيا الرومانية القديمة. انهارت السيطرة الرومانية مع غزوات الهونيك من 370-410 وكانت بانونيا جزءًا من مملكة القوط الشرقيين خلال أواخر القرن الخامس إلى منتصف القرن السادس، خلفتها خانية آفار (من القرن السادس إلى القرن التاسع). حدث الغزو المجري خلال القرن التاسع.
تحول المجريين إلى المسيحية في نهاية القرن العاشر، وأنشِئت مملكة المجر المسيحية في عام 1000 بعد الميلاد، وحكمتها سلالة أرباد على مدى القرون الثلاثة التالية. في فترة القرون الوسطى العليا، توسعت المملكة خارج بانونيا، إلى ساحل البحر الأدرياتيكي. في عام 1241 في عهد بيلا الرابع، غُزيت المجر من قبل المغول بقيادة باتو خان. هُزم المجريون الذين فاق عددهم بشكل حاسم في معركة موهي من قبل الجيش المغولي. فر الملك بيلا إلى الإمبراطورية الرومانية المقدسة وترك السكان المجريين تحت رحمة المغول. في هذا الغزو ذبح أكثر من 50 ألف مجري وتحولت المملكة بأكملها إلى رماد. بعد انقراض سلالة أرباد عام 1301، استمرت مملكة القرون الوسطى المتأخرة، وإن لم تعد تحت حكم الملوك المجريين، وتراجعت تدريجيًا بسبب الضغط المتزايد من خلال توسع الإمبراطورية العثمانية. تحملت المجر وطأة الحروب العثمانية في أوروبا خلال القرن الخامس عشر. حدثت ذروة هذا الصراع في عهد ماتياس كورفينوس (1458-1490). انتهت الحروب العثمانية المجرية بخسارة كبيرة للأراضي وتقسيم المملكة بعد معركة موهاج عام 1526.
تحول الدفاع ضد التوسع العثماني إلى هابسبورغ النمسا، وخضعت بقية المملكة المجرية لحكم أباطرة هابسبورغ. استُردت الأراضي المفقودة مع انتهاء الحرب التركية العظمى، وبالتالي أصبحت المجر بأكملها جزءًا من ملكية هابسبورغ. بعد الانتفاضات القومية عام 1848، رفعت التسوية النمساوية المجرية لعام 1867 مكانة المجر من خلال إنشاء ملكية مشتركة. كانت الأراضي التي جُمِّعت تحت أرشيرنجوم الهنغاري في هابسبورغ أكبر بكثير من المجر الحديثة، بعد التسوية الكرواتية المجرية عام 1868 والتي جعلت الوضع السياسي لمملكة كرواتيا - سلافونيا داخل أراضي تاج سانت ستيفن مستقرًا.
بعد الحرب العالمية الأولى، فرضت القوى المركزية حل ملكية هابسبورغ. فصلت معاهدات سان جيرمان أونلي وتريانون حوالي 72% من أراضي مملكة المجر، التي تنازلوا عنها إلى تشيكوسلوفاكيا، ومملكة رومانيا، ومملكة الصرب، والكروات، والسلوفينيين، والجمهورية النمساوية الأولى، الجمهورية البولندية الثانية ومملكة إيطاليا. بعد ذلك أعلِنت جمهورية شعبية لم تدم طويلًا. تبعتها مملكة المجر المستعادة، لكن حكمها الوصي ميكلوس هورثي. كان يمثل رسميًا الملكية المجرية لـ كاريل الرابع، الملك الرسولي للمجر، الذي كان محتجزًا خلال الأشهر الأخيرة له في دير تيهاني، بين عامي 1938 و 1941، استعادت المجر جزءًا من أراضيها المفقودة. خلال الحرب العالمية الثانية، تعرضت المجر للاحتلال الألماني في عام 1944، ثم تحت الاحتلال السوفيتي حتى نهاية الحرب. بعد الحرب العالمية الثانية، أسِست الجمهورية المجرية الثانية داخل حدود المجر الحالية كجمهورية اشتراكية شعبية، استمرت منذ عام 1949 حتى عام 1989، وفي أكتوبر 1989 أنشِئت جمهورية المجر الثالثة بموجب نسخة معدلة من دستور عام 1949، مع دستور جديد اعتُمد في عام 2011. وانضمت المجر إلى الاتحاد الأوروبي في عام 2004.

## ما قبل التاريخ
من القرن التاسع قبل الميلاد إلى نهاية القرن الرابع الميلادي، كانت بانونيا جزءا من الإمبراطورية الرومانية، بما في ذلك المنطقة التي تعرف اليوم باسم المجر في. وفي وقت لاحق وصل الهون، الذين أسسوا إمبراطورية قوية. بعد حكم الهون سكنت في حوض الكاربات قبائل جرمانية كالقوط، واللومبارديون والآفار.
المجريين بقيادة أرباد استقروا في حوض الكاربات منذ عام 895. ووفقاً لبعض اللغويين فإنهم كانوا يتحدثون اللغة الفنلندية الأوغرية، وهي لغة أورالية موطنها الأصلي في روسيا بين نهر الفولغا وجبال الأورال.

## العصور الوسطى

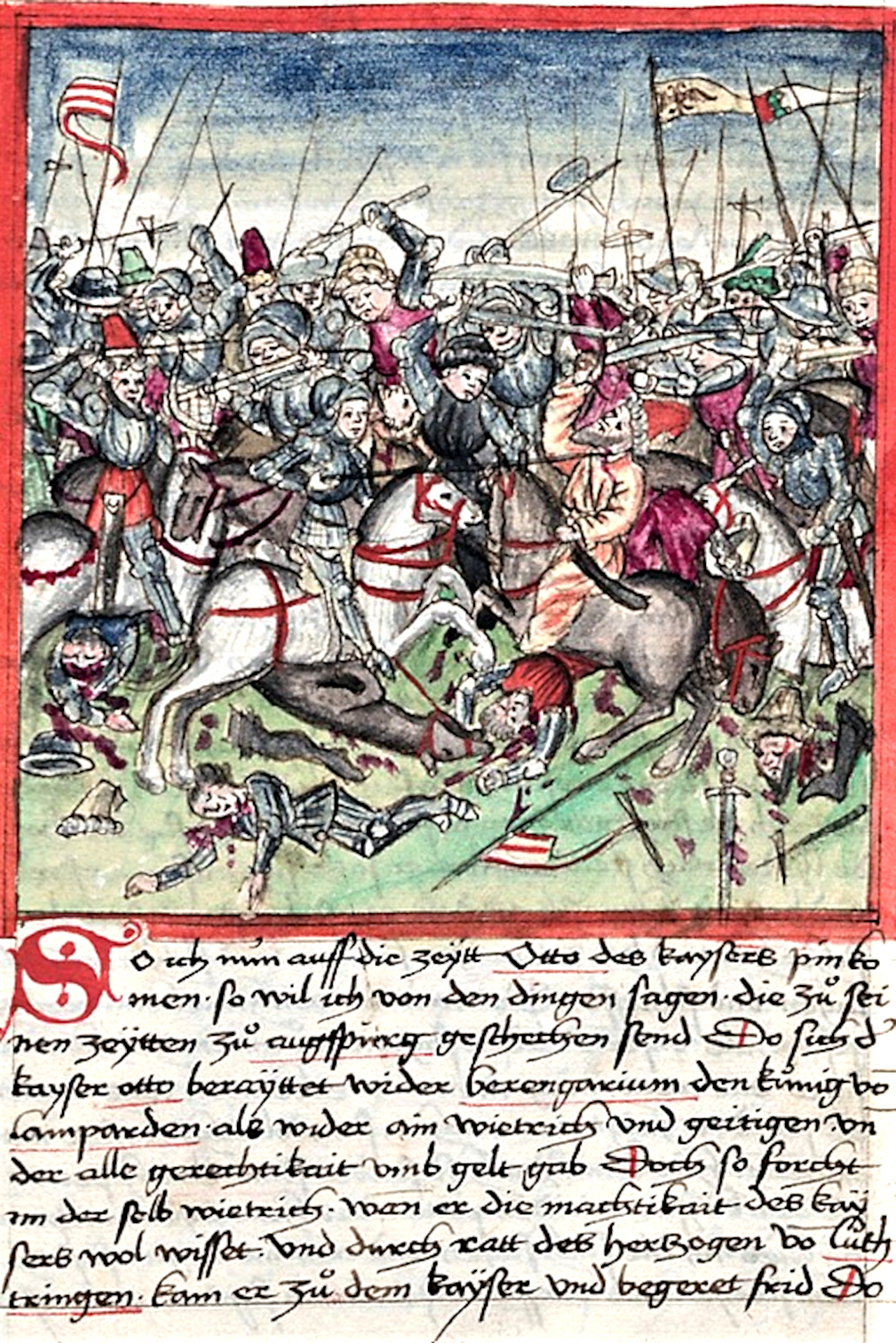
معركة ليشفيلد

المجر هي واحدة من أقدم البلدان في أوروبا، التي أنشئت في 895، وذلك قبل تقسيم فرنسا وألمانيا أو توحيد الممالك الأنجلوسكسونية. في البداية، كانت إمارة المجر النامية دولة تتألف من شعب أفراده شبه رحل. ومع ذلك أنجزت المجر تحولاً هائلاً، وتحولت إلى دولة مسيحية خلال القرن العاشر. هذه الدولة كانت تعمل بشكل جيد، ولها قوة عسكرية في البلاد تسمح للمجريين بإجراء الغارات والحملات العسكرية على مختلف مناطق أوروبا من القسطنطينية إلى مناطق بعيدة كإسبانيا. في وقت لاحق هزمت المجر في معركة ليشفيلد سنة 955 وقد وضعت هذه المعركة حداً لمعظم الحملات المجرية التي كانت تشن على الأراضي الأجنبية.
سلالة أرباد (بالمجرية: Árpád-ház) كانت السلالة الحاكمة لإتحاد القبائل المجرية في القرنين 9 - 10، ومملكة المجر. وسميت السلالة باسم «أرباد»، وهو الأمير الذي كان رئيسا لإتحاد القبائل المجرية عندما احتل المجريون حوض الكاربات سنة 895. وقد حاول الأمير المجري غيزة (Géza) دمج المجر مع الدول المسيحية في أوروبا الغربية.
أصبح ساينت ستيفان الأول (بالمجرية: I. István magyar király) - وهو ابن الأمير غيزة - أول ملكٍ في المجر بعد عراك طويل مع عمه كوباني (Koppány)، وتحولت المجر إلى مملكة كاثوليكية رسولية.

## مملكة المجر

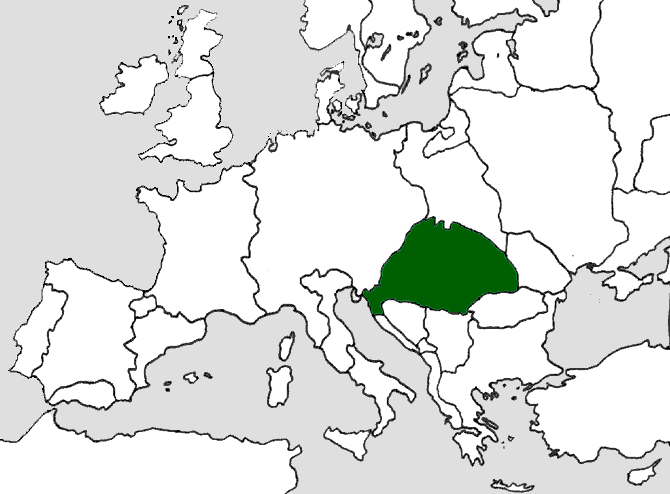
حدود مملكة المجر في وسط أوروبا

مملكة المجر هي مملكة غطت منطقة من شرق أوروبا وضمت المناطق الحالية للمجر وسلوفاكيا وترانسيلفانيا وكرواتيا وشمال صربيا وأصبحت أمبراطورية يوم عيد الميلاد لسنة 1000، تحت ملكها ستيفن من أسرة أرباد وتعرضت عام 1241 للغزو المغولي الذي أضعفها وانتهت الأسرة عام 1301، وعاشت فترات متذبذبة من القوة والضعف حتى أواخر القرن الخامس عشر الميلادي. وسيطر العثمانيون على معظمها من أوائل القرن السادس عشر إلى أواخر القرن السابع عشر.

## الحروب العثمانية
وبحلول القرن السادس عشر، زادت قوة الدولة العثمانية تدريجيا، فاحتلت العديد من الأراضي في منطقة البلقان. في حين كانت مملكة المجر ضعيفة حيث تعاني من انتفاضات الفلاحين، كما حدثت العديد من الانشقاقات الداخلية بين أفرد طبقة النبلاء في عهد لويس الثاني (1516-1526).
حدثت معركة موهاج في 29 أغسطس 1526 م، وهي معركة وقعت بين الدولة العثمانية والمجر. وكان يقود قوات العثمانيين الخليفة سليمان القانوني أما المجريون فكان يقودهم الملك لويس الثاني. قُدر عدد جنود الجيش العثماني بحوالي 100 ألف جندي وعدد من المدافع و800 سفينة، بينما قدر عدد جنود المجر بحوالي 200 ألف مقاتل.
أدى انتصار العثمانيين في هذه المعركة إلى إحكام سيطرتهم على المجر وفتح عاصمتها بودابست والقضاء على ما كان يعرف باسم مملكة المجر. وقد عانى العثمانيون كثيرا بعد فتح المدينة من غارات المسيحيين المتتالية عليها. مكث سليمان القانوني في المدينة ثلاثة عشر يومًا ينظم شؤونها، وعين جان «زابولي» أمير ترانسلفانيا ملكًا على المجر التي أصبحت تابعة للدولة العثمانية، وعاد السلطان إلى عاصمة بلاده بعد أن دخلت المجر للدولة العثمانية وتقلص نفوذ الملك الإسباني.
حتى هذا اليوم، يعتبر المجريون هزيمتهم في هذه المعركة شؤما عليهم ونقطة سوداء في تاريخهم. على الرغم من انقضاء أكثر من 400 عام إلا أن هناك مثل شائع لدى المجريين «أسوأ من هزيمتنا في موهاكس» ويضرب عند التعرض لحظ سيء.

## الحرب العالمية الأولى

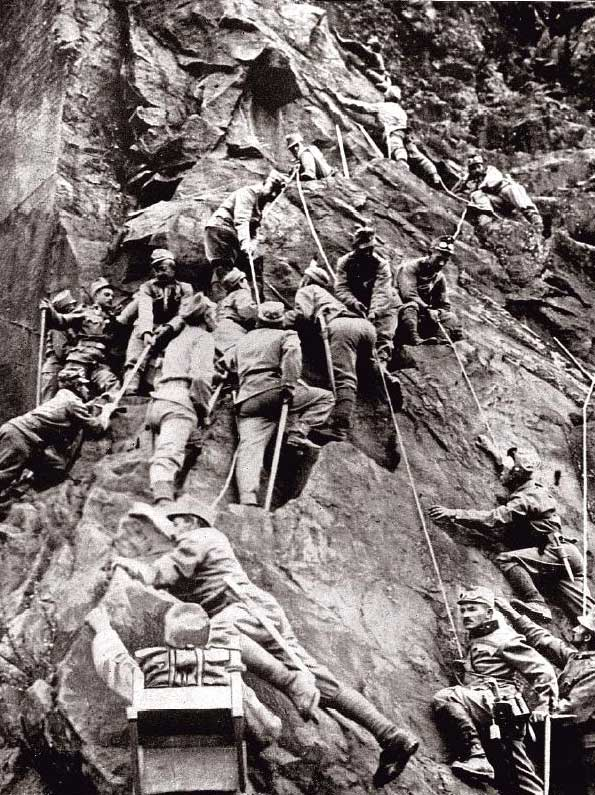
فيلق جبلي تابع للإمبراطورية النمساوية المجرية.

كانت الإمبراطورية النمساوية المجرية وألمانيا تشكلان أهم دول المركز في الحرب العالمية الأولى (1914 - 1919). النتائج السلبية للحرب أدت إلى إعلان جمهورية المجر عام 1918 والغراف ميهالي كارولي (Károlyi) رئيساً لها. استطاع الشيوعيين والاشتراكيين الوصول إلى السلطة في العام المقبل ولكنها لم يصمدوا طويلاً، حيث اقتحم الجيش الوطني بقيادة الأدميرال ميكلوس هورثي (Horthy) العاصمة واحتل مقار الحكومة. وقعت هنغاريا اتفاق سلام تريانون في باريس عام 1920، الذي أدى إلى فقدان البلاد 67% من أراضيها و58% من سكانها لصالح الدول المجاورة وخاصة رومانيا وتشيكوسلوفاكيا. هورثي انتخب مستشاراً للدولة في نفس العام (إلى عام 1944). الوضع الاقتصادي الداخلي والعالمي السيء في هذه الحقبة زاد من شعبية اليمينيين في البلاد. دخلت هنغاريا الحرب العالمية الثانية في نهاية عام 1940 إلى جانب دول المحور. ساعدت القوات الألمانية في هجماتها على يوغوسلافيا والاتحاد السوفياتي. لاحقاً حاولت هنغاريا مفاوضة الحلفاء سراً لإنهاء الحرب. احتل الجيش الألماني مواقع عدة حساسة بالبلاد ونصب سياسيين موالين. استولى الجيش الأحمر على هنغاريا عام 1945، بعد معارك طاحنة وخاصة حول العاصمة بودابست، التي سُلمت شبه مُدمرة تماماً في 13 فبراير 1945. بعد ذلك دخلت البلاد في حقبة شيوعية تحت السيطرة السوفييتية إلى عام 1990. إعلان الجمهورية الشعبية في 1949 واندلاع انتفاضة عام 1956 هي أهم أحداث هذه الفترة. الانتفاضة الشعبية أطاحت بالحكومة وشلت البلاد لمدة أسبوعين لحين تدخل القوات السوفييتية وتعيين يانوس كادار (Kádàr) رئيساً للحزب الشيوعي المجري، الذي تمكن في وقت قصير من استعادة زمام الأمور ومحاكمة رموز الانتفاضة. كان كادار أهم شخصية سياسية بالبلاد لمدة 32 عاماً. بدأت عملية الإصلاح السياسي عام 1988 مع بدء انهيار الاتحاد السوفيتي. فاز المنتدى الديمقراطي بقيادة جوزيف انتال (Antall) بانتخابات عام 1990 الحرة. بدأت المجر عام 1990 مفاوضات مع الإتحاد السوفيتي.

## الحرب العالمية الثانية

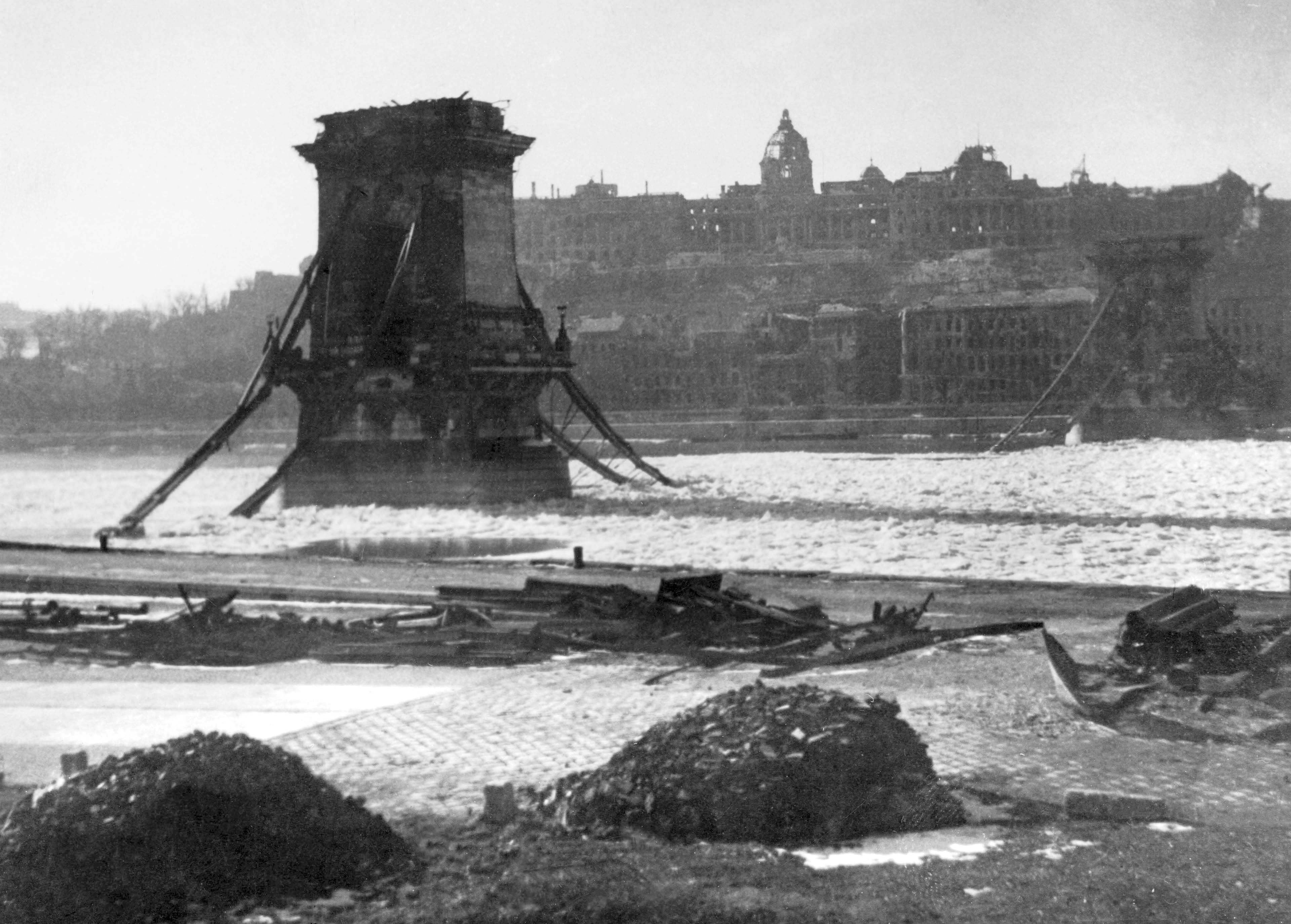
آثار الدمار في بودابست

مملكة المجر هي إحدى دول المحور خلال الحرب العالمية الثانية، شاركت القوات المجرية عام 1941 في غزو يوغسلافيا ووغزو الاتحاد السوفييتي، استفادت المجر من علاقتها مع ألمانيا النازية وإيطاليا في الحصول على المزيد من الأراضي من جيرانها في سلوفاكيا ورومانيا ويوغسلافيا، خلال غزو الإتحاد السوفييتي دخلت المجر في المفاوضات سرية للسلام مع الولايات المتحدة والمملكة المتحدة. بعد اكتشاف هتلر للمفاوضات إعتبرها خيانة، فهاجمت القوات الألمانية المجر عام 1944 وإحتلتها.
وعندما بدأت القوات السوفيتية تهدد المجر، وقع ميكلوس هورثي (بالمجرية: Miklós Horthy) هدنة بين المجر وروسيا. لكن قوات الكوماندوس الألمانية اختطفت ابن هورثي بعد فترة وجيزة، مما إضطره لإلغاء الهدنة مع روسيا. ثم أطيح به من السلطة، في حين أن زعيم الفاشية المجرية فرنك سالاسي (بالمجرية: Ferenc Szálasi) شكل حكومة جديدة بدعم ألماني.
29 أكتوبر، بدأ الجيش الأحمر الهجوم على بدوابست. أكثر من 1,000,000 مقاتل أنقسموا إلى مجموعتين وقاموا بمناورات ثم أسرعوا إلى المدينة. الخطة كانت قطع بودابست عن باقي القوات الألمانية والمجرية. في 7 نوفمبر 1944، دخلت القوات السوفييتية الضاحية الشرقية لبودابست، التي تبعد 20 كيلو مترا عن المدينة القديمة. في 19 ديسمبر، بعد وقف ضروري للعملية، اعاد الجيش الأحمر هجومه من جديد. في 26 ديسمبر، الطريق الذي يربط بودابست بفيينا تم الاستيلاء عليه على يد القوات السوفييتية. وبذلك طوقت المدينة.
ونتيجة للحصار السوفييتي، 33,000 جندي ألماني و37,000 جندي مجري، بالإضافة إلى 800,000 مواطن، أصبحوا محجوزين في بودابست. ورفض قرار الانسحاب، القائد الألماني أدولف هتلر أعلن بأن بودابست مدينة حصنية، ويجب الدفاع عنها حتى سقوط أخر جندي.وأصبح كارل ويلدنبرتش هو المسؤول عن الدفاعات في المدينة.
كانت بودابست هدف أساسي جوزيف ستالين، في اتفاقية يالطة أراد ستالين إظهار قوته أمام تشرشل ووروزفلت. ولذلك، أمر الجنرال روديون مالينوفسكي بالسيطرة على المدينة بأسرع وقت. في 29 ديسمبر 1944، بعث مالينوفسكي مرتين شروط نقاش الاستسلام بشروط. المبعون لم يعودوا بعدها. وأعتبر السوفييت هذا الفعل رفض للمفاوضات وقامت القوات بحصار المدينة.
الهجوم السوفييتي بدأ في الضواحي الشرقية للعاصمة، والدخول من خلال بست، شكل نقطة التحول في تسريع العملية. قامت قوات الدفاع من الالمان والمجر، بإبطاء الاندفاع السوفييتي وتحويله إلى زحف، فقامت بالانسحاب وقللت خطوطها عسى أن تجد الأسبقية في البيئة الجبلية لبودا.
وفي يناير 1945، أطلق الألمان هجوماً مكوناً من ثلاثة اجزاء وعرف هذا الهجوم باسم عملية كونراد. عملية كونراد كانت جهد ألماني-مجري لتخفيف الحصار عن بودابست. وانطلقت العملية (كونراد 1) في 1 يناير، حيث هاجم الفيلق الألماني اس اس بانزر الرابع منطلقا من مدينة تاتا خلال منطقة كثيفة التلال شمال بودابست في جهد لكسر الحصار السوفيتي وبالتزامن مع هذا الهجوم قامت قوات الـ Waffen-SS بضرب غرب بودابست في محاولة لكسب فائدة تكتيكية. في 3 يناير أرسل الأمر السوفيتي أربعة تقسيمات اضافية لملاقاة التهديد.أدى هذا الفعل السوفيتي إلى توقف الهجوم بالقرب من Bicske. في 12 يناير أُجبرت القوات الألمانية على الانسحاب.
في 7 يناير أطلق الألمان عملية كونراد 2. هاجم فيلق ال اس اس بانزر الرابع من Esztergom باتجاة مطار بودابست حاول الالمان الاستيلاء على المطار لتحسين التجهيز الجوي للمدينة. تعثر هذا الهجوم بالقرب من المطار.
في 17 يناير انطلق الجزء الأخير من عملية كونراد - عملية كونراد3. هاجم فيلق ال اس اس بانزر الرابع وفيلق البانزر الثالث من جنوب بودابست وحاول تطويق عشرة تشكيلات سوفيتية. محاولة التطويق بائت بالفشل.
من جهة أخرى حرب المدن في بودابست ازدادت حدتها.وأصبحت التجهيزات عاملا حاسما بسبب خسارة مطار Ferihegy قبيل بدء الحصار في 27 ديسمبر 1944 وحتى 9 يناير 1945. كانت القوات الألمانية قادرة على استخدام بعض الشوارع الرئيسية وكذلك موقف خاص ملاصق لقلعة بودا باعتبارها مناطق لهبوط الطائرات والطائرات الشراعية على الرغم من انها كانت تحت نيران المدفعية السوفيتية المستمر.قبل أن يتجمد نهر الدانوب بعض الإمدادات تمكنت من العبور تحت غطاء الظلام والضباب.
بنهاية الحرب فقدت المجر ما يقارب من 300,000 جندي فيما بلغت أعداد الضحايا من المدنيين حوالي 80,000 قتيل، تعرضت العديد من المدن المجرية للتدمير لاسيما العاصمة بودابست.

## الثورة المجرية

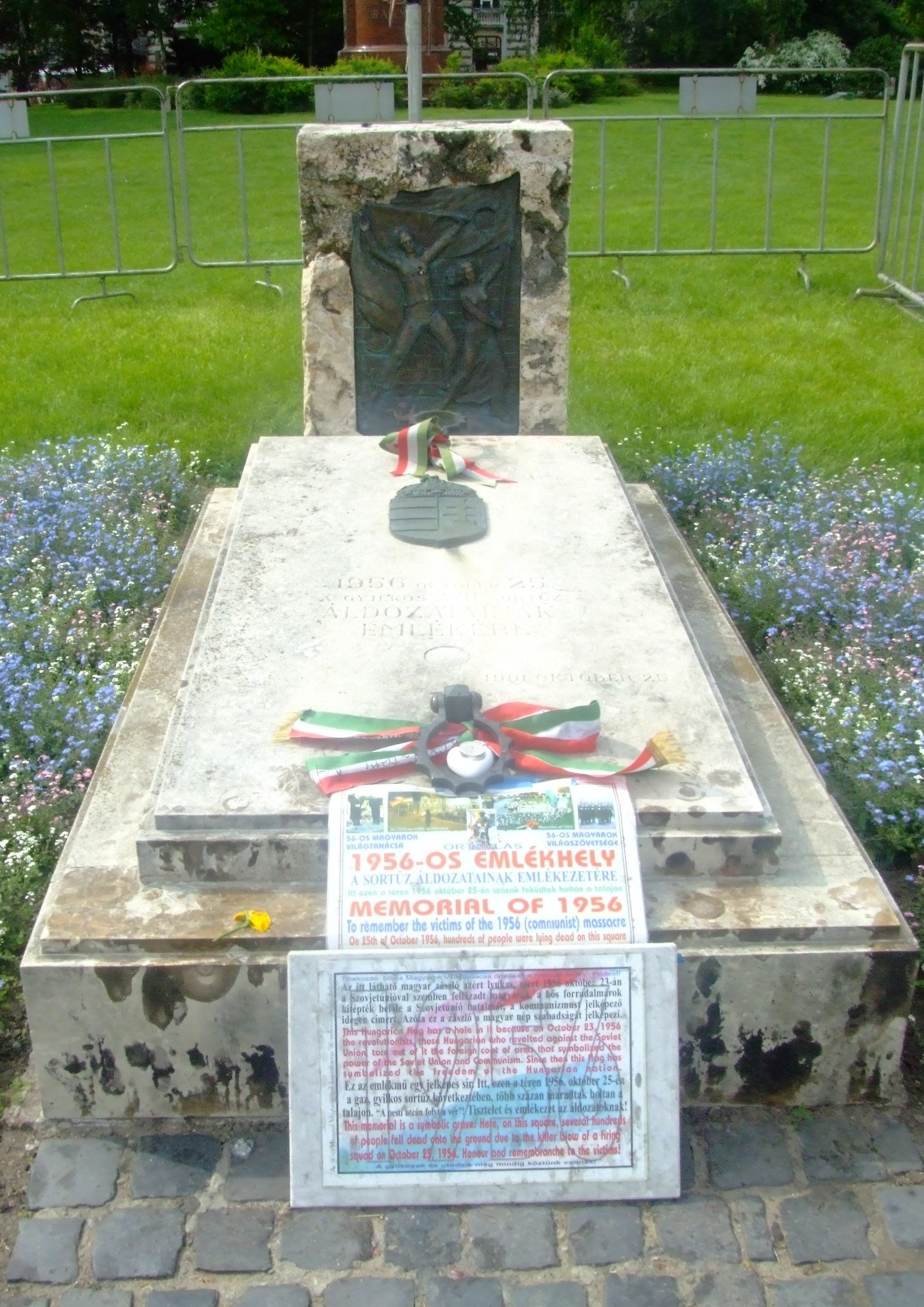
نصب تذكاري خارج مبنى البرلمان المجري في بودابست لأولئك الذين توفوا أثناء الثورة

وجدت ثورة معادية للسوفيت في المجر، عرفت باسم الثورة المجرية أو الانتفاضة المجرية دامت من 23 أكتوبر إلى 4 نوفمبر 1956. هيأت التغيرات السياسية بعد الستالينية في الإتحاد السوفيتي، والحركات القومية للأحزاب الاشتراكية في أوروبا الشرقية، والاضطراب الاجتماعي بسبب الأحوال الاقتصادية السيئة لعامة المجريين الظروف لظهور انتفاضة شعبية في أكتوبر/تشرين الأول عام 1956.
في عام 1945، أثناء الحرب العالمية الثانية، قدم الروس لتحرير المجر من النازيين، ولكن عندما سيطر الشيوعيون في عام 1949، أصبح التحرير هيمنة، وأصبحت الحكومة المجرية بالكامل تحت السيطرة السوفيتية. توفي الدكتاتوري السوفيتي جوزيف ستالين قبل ثلاثة سنوات من ذلك؛ وفي مارس/آذار 1956، كان نيكيتا خراشتشيف ضد ستالين في كونغرس الحزب العشرين. بقيادة الطلاب والعمّال، بدأت الثورة المجرية التلقائية. شعر السوفييت بأنهم قد يفقدون السيطرة في المجر، لذا أرسلوا إليها دباباتهم وقواتهم. قاوم مقاتلو التحرير المجريين بشدة، ولكنهم انهزموا مع حلول 4 نوفمبر. في عام 1989 مع سقوط حائط برلين، انهار الاتحاد السوفيتي أخيراً. كانت الثورة المجرية من أول الأخطار الصريحة للنظام السوفيتي.
حينما ذهبت القوات السوفيتية إلى بودابست في 24 أكتوبر، حمل المجريون السلاح للدفاع عن النفس. رد ناغي على النداءات المطالبة بإلقاء الأسلحة واستسلم بوعد من العفو. لكن الجماهير المجرية رفضت الثقة بناغي. تظاهروا بأنهم لا يثقون بأحد سوى أنفسهم. في 25 أكتوبر بدأ العمال بإضراب عام.
خلال عدة أيام، تحشد كامل البلاد ضد البيروقراطية الحاكمة والقوات السوفيتية. بدأ العمال المجريون بتنظيم أنفسهم للمحافظة على النظام ولتوزيع المأكل والملبس. المجالس، وهي أجزاء من قوى العمال، كانت مشابهة لتلك التي بنيت من قبل العمال الروس في عام 1917. وقد أبدوا إصرارهم لانهاء الانتهاكات البيروقراطية، والامتيازات، وسوء الإدارة.
تبنى الدستور مجلس عمال بودابست الأعظم في 31 أكتوبر 1956، وهو يصور عمق هذا الكفاح لديمقراطية العمال. يذكر الدستور بأن «المصانع تعود للعمال». مهام مجلس العمال، كما اشترط الدستور، تضمنت التالي: «موافقة وتصديق كل المشاريع التي تتعلق بالاستثمار؛ وإقرار مستويات الأجر الأساسية والطرق التي تقام بها؛ وإقرار كل الأمور التي تتعلق بالعقود والائتمان الأجنبي؛ وتوظيف وإقالة العمال المستخدمين في المشروع؛ وفحص الميزانيات وإقرار استعمال الأرباح».
بخلاف مقولات الحركة الستالينية الدولية حول الثورة المجرية 1956، العمال المجريون لم يطلبوا إعادة الرأسماليين وعلاقات الملكية الرأسمالية. من بين آلاف القرارات التي تبنتها مجالس العمال، لا يوجد قرار يدعو إلى تجريد الجنسية للمصانع والمزارع. العمال المجريون رفضوا الستالينية وجميع الرموز البيروقراطية المشابهة. لكنهم لم يرفضوا جوهر البرنامج الاشتراكي: الرقابة السياسية والاقتصادية للطبقة العاملة تبدى خلال منظمتهم الرسمية الخاصة. منذ البداية حاول ناغي خدمة البيروقراطية السوفيتية والعمال. ولكن انتهى به الأمر بعدم الرضاء من قبل الطرفين. نداءاته المتواصلة إلى العمال لنزع أسلحتهم لم تحظ بأي رد.
ولكن وضع القوة الثنائية التي ظهرت في البلاد لم تسمح بأية من التسويات. عندما أعلن ناغي تحت الضغط الجماهير في 1 نوفمبر انحلال الحزب الستاليني الحاكم وحياد المجر من حلف وارسو، كان ذلك كثيراً على البيروقراطية السوفيتية.
في 4 نوفمبر، بدأ الهجوم الثاني على بودابست. ولكن هذا الوقت، سحبت البيروقراطية السوفيتية قواتها المستعملة في الهجوم الأول لأنهم أصبحوا «مصابين بروح التمرد» ولذا كانوا «عديمي الثقة». عوضاً عن ذلك، جلبت قوات سوفيتية جديدة للمواجهة النهائية.
حينما اقتربت الدبابات السوفيتية، استقالت معظم حكومة ناغي. ناغي ومؤيدوه لجؤوا إلى السفارة اليوغوسلافية. ترك ناغي السفارة اليوغوسلافية بعدما أعطى تأمينات للعبور الآمن، ولكنه اعتقل من قبل الشرطة السرية وقتل بعد سنتين.
لعدة أسابيع، قاوم العمال المجريون أسلحة القوات السوفيتية. نظمت مجالس العمال المقاومة وقامت بهجوم ناجح في 11 ديسمبر، ولكن قوة الدبابات السوفيتية والشرطة السرية اكتسحتا العمال المجريين في النهاية.